# Pedro Vilar
Pedro Vilar (29 de marzo de 1936, Palermo, Buenos Aires-7 de julio de 2016, Argentina) fue un ilustrador, dibujante y humorista argentino. Es conocido internacionalmente por sus trabajos ilustrando las obras de María Elena Walsh. Su obra, desarrollada desde fines de la década del 50, comprende libros, participaciones en medios televisivos y publicaciones en destacados diarios y revistas de la Argentina.

## Reseña biográfica

### Infancia
Pedro Vilar pasó su infancia en el viejo barrio de Palermo que "no es Palermo Viejo sino aquél barrio de adoquines, casas bajas y potreros" según él mismo describe, donde disfrutaba de la compañía de su abuelo y pasaba largas tardes en las calles con su barra de amigos. Así fue como conoció (sin saberlo aún) al Coronel Perón y a Eva Duarte, quienes eran en ese momento vecinos del barrio. 
Su padre fue miembro de la comisión directiva de Racing Club de Avellaneda donde conoció a Tita Mattiussi y trabó amistad con los hermanos Mugica, de los cuales el mayor se transformaría en el Padre Carlos Mugica de la villa 31.  
Desde pequeño dibujaba, era su pasión, pero su padre le prohibió el uso del lápiz dado que pretendía que fuese médico o abogado, y eso lo llevó a refugiarse en el departamento de una amiga para poder desarrollar sus prácticas. 

### Últimos años
El 10 de noviembre de 2011, con motivo de conmemorarse El Día del Dibujante, la Asociación de Dibujantes Argentinos homenajeó a Pedro Vilar, junto a Oswal y Siulnas, con la estatuilla "Copyright".
En 2012 fue nombrado socio vitalicio honorario por el Racing Club, con una plaqueta recordatoria entregada por el presidente de la institución deportiva de la cual Vilar se consideraba "devoto".
En julio de 2015 se realizó durante dos semanas una exposición en el Centro Cultural Kirchner, de parte de la obra de Vilar, donde fue homenajeado por parte de la entonces Ministra de Cultura Teresa Parodi y el entonces Ministro de Educación Alberto Sileoni.
Vilar falleció en 2016, a la edad de 80 años, como consecuencia de un ACV.

## Trabajos destacados
Sus primeros trabajos fueron en Tía Vicenta junto a uno de sus referentes Landrú, dueño de la publicación. Conoció a Osvaldo Bayer en momentos en que éste era jefe de redacción de Clarín, le permitió tomar contacto con el Diario La Nación y luego con la revista Crisis, dirigida por Eduardo Galeano, la cual según Vilar fue "la mejor revista argentina de la historia".
En la Editorial Atlántida trabajó junto a Bonasso y Ernesto Fossati. Conoció a Fontanarrosa, con quien sostuvo algunos intercambios futboleros. Entre sus producciones se destacan también las realizadas en la revista Imagen, de Bayer, en Azul y Blanco de Arturo Jauretche y la revista Extra dirigida por Bernardo Neustadt.
Tras casarse en 1963, la Editorial Atlántida lo puso en contacto con María Elena Walsh, con quien realizaría sus obras más trascendentes, como por ejemplo Tutú Marambá, Dailan Kifki y Zoo loco.

## Libros
-Junto a María Elena Walsh
- Tutú Marambá
- El reino del revés
- Dailan Kifki
- Chaucha y Palito
- Cuentopos de Gulubú
- Zoo loco
- Tres Morrongos
- Palomita de la puna
- La foca loca
- Manuelita la tortuga
- La reina Batata
- Un Chimpancé
- Juguemos en el mundo

-Teresa Parodi: Esa Musiquita
-Syria Poletti: Reportajes supersónicos y El terror de la selva
-Guadalupe Salerno: El tango se baila así, lecciones de tango para niños
-Arturo Píccoli: Sindicalismo y política
-Zulema Vilar de López Garré: Nuestro terruño y Palabras mías

## Producción del artista
Vilar ha desarrollado una interminable obra en diversos medios gráficos tales como: 
Tía Vicenta, Rico Tipo, Patoruzú, Avivato, El conventillo de Don Nicola, La Hipotenusa, Azul y Blanco, Mundo deportivo, Evita montonera, El combatiente, Viento Sur, El Gráfico, Línea, Primera Plana, Panorama, Usted, Para Ti, Gente, Análisis, Confirmado, Claudia, María Belén, Línea, Tío Landrú, Adán, TV oscar, TV guía, Canal TV, Nuestros hijos, Anteojito, Junta Grande, Segunda República, El príncipe, La bolsa, El 45, Extra, Atlántida, El Economista, El Cronista Comercial, La Nación, La Razón, La Voz, Crisis, El argentinazo, Mayoría, Democracia, Noticias Gráficas, TV Humor, Esquiú, Patria Socialista, Imagen, Autoclub, Chicote, Pepín Cascarón, El informador, Humorlandia, Tururú, Siete Días, La Época, Mucho Gusto. Teleprogramas.
Además trabajó para diversas agencias de publicidad y para empresas nacionales e internacionales como Fiat, Esso, Ford, entre otras.
Formó parte de los programas televisivos Los requetepillos y Buenas Tardes Mucho Gusto

## Historietas
- Melonia (diario "Democracia")

- Punto en boca (diarios "La Nación" y "La Voz")

- María Castaña (diario "La Razón")

- Viva la Pepa (diario "Viento Sur")

- Cipayón y Tilinguín (diario "La Época")

- Cleto y González (diario "La Voz")

- El comando Gelatina, con guion de Silvia Shujer (diario "La Voz")

- Agustina (revista "Anteojito")

- La Familia Tipo (revista "Para Ti")